# Minszki Óragyár
A Minszki Óragyár (Мінскі гадзіннікавы завод „Луч”) a fehéroroszországi Minszkben karórákat gyártó cég. A termékpalettán megtalálhatók a kvarcórák és a mechanikus szerkezetű karórák is.

## Története
Az üzem építése 1953 végén kezdődött. 1955 közepére befejeződött az építkezés első szakasza, és a vállalat november 24-én megkezdte a működését. Az első évben 57 000 „Zarja” karórát gyártottak, fennállásának első két évében a cég összesen 210 000 karórát adott el. 1963-ban a Lucs márkanév alatt kezdett el női karórákat gyártani, amelyek különösen népszerűek voltak Nagy-Britanniában. Ebből a márkából összesen 1 050 000 órát adtak el világszerte. 1964-ben megjelent a „Lucs-1300” női karóra. Ez volt a Szovjetunióban gyártott legkisebb karóra.
1973-tól a termékpaletta a gépjárművekhez készült órákkal bővült. A Lucs cég átmenetileg az AvtoVAZ és a Lada egyetlen ilyen szerkezeteket szállító szállítója lett. 1979-ben a vállalat kiterjesztette a gyártását elektromechanikus órákra és kis ébresztőórákra.
A klasszikus modellek mellett, amelyek az üzem jelképévé váltak, 2019-ben megjelentek a limitált kollekciók. A Lucs márka ezen kollekciói olyan exkluzív órasorozatok, amelyeket korlátozott mennyiségben gyártanak, és jelentős nemzeti dátumoknak és eseményeknek szentelnek. Nagy értéket képviselnek a gyűjtők számára, és aukciókon keresztül különféle oldalakon értékesítik őket.
A cég 150 üzemében összesen mintegy 7000 embert foglalkoztat. Csaknem 500 000 órát gyártanak évente. A választék 1005 különböző terméket tartalmaz. A termékek 60%-át exportálják, főként Nagy-Britanniába, Csehországba, Szlovákiába, a volt Jugoszlávia utódállamaiba, Afrikába és Hongkongba.

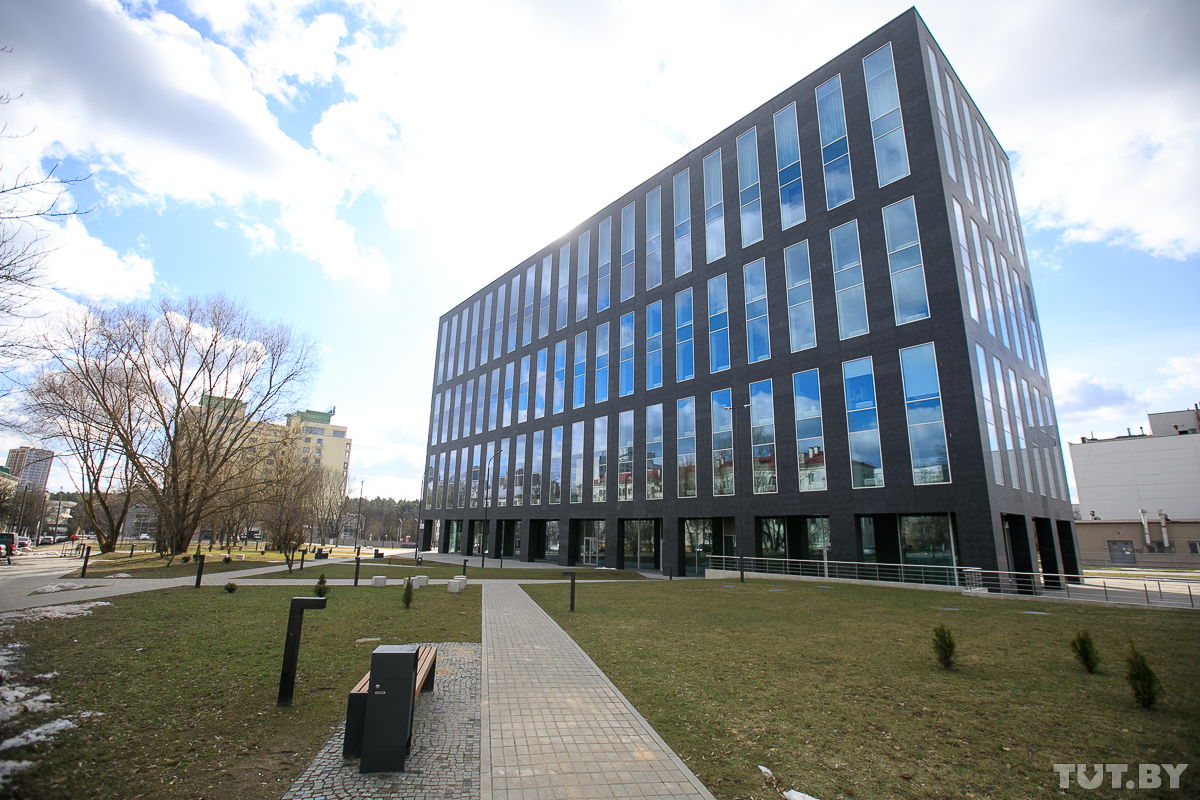
A Minszki Óragyár új épülete

## Képgaléria

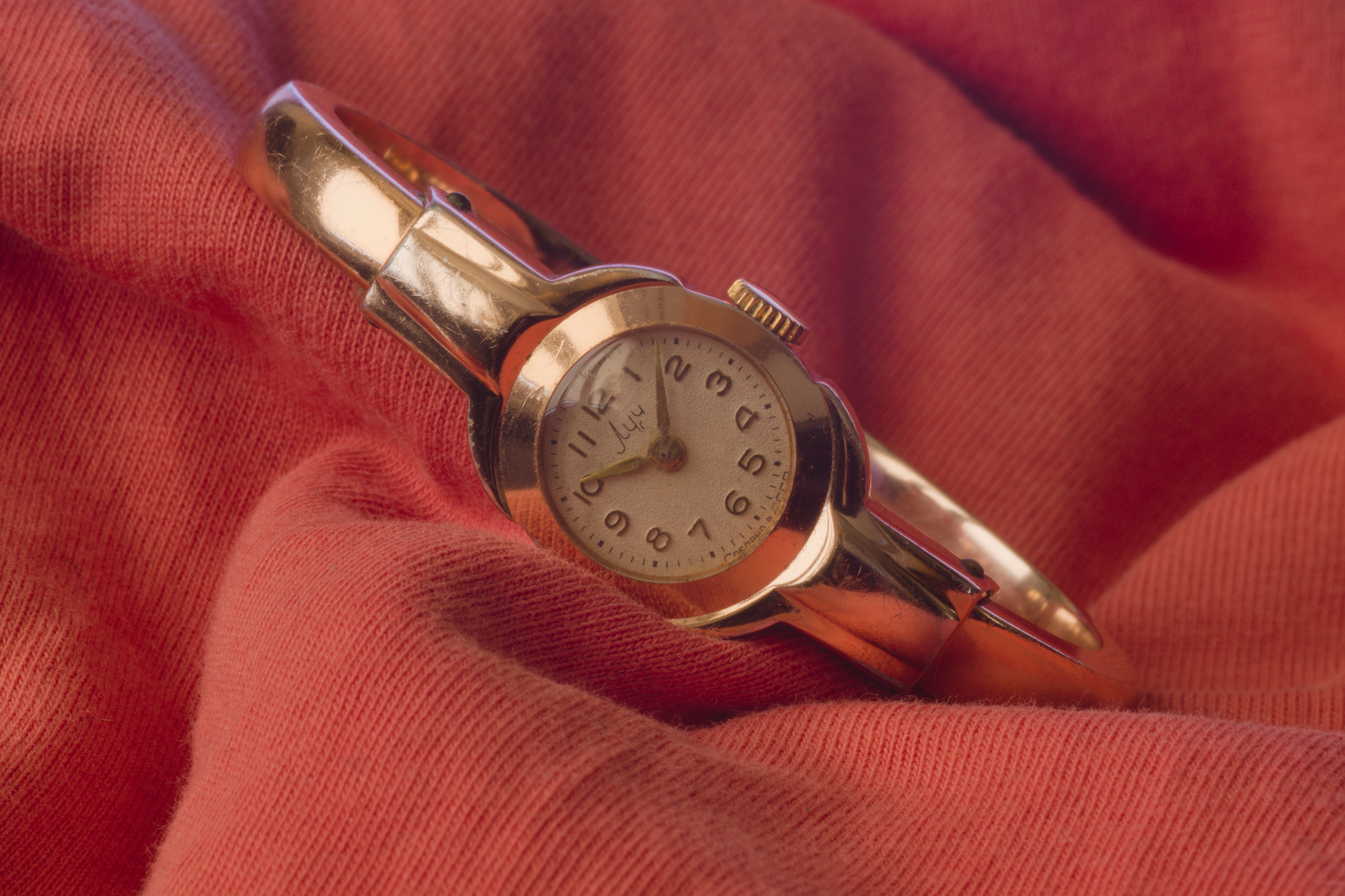
Női karóra (Lucs)
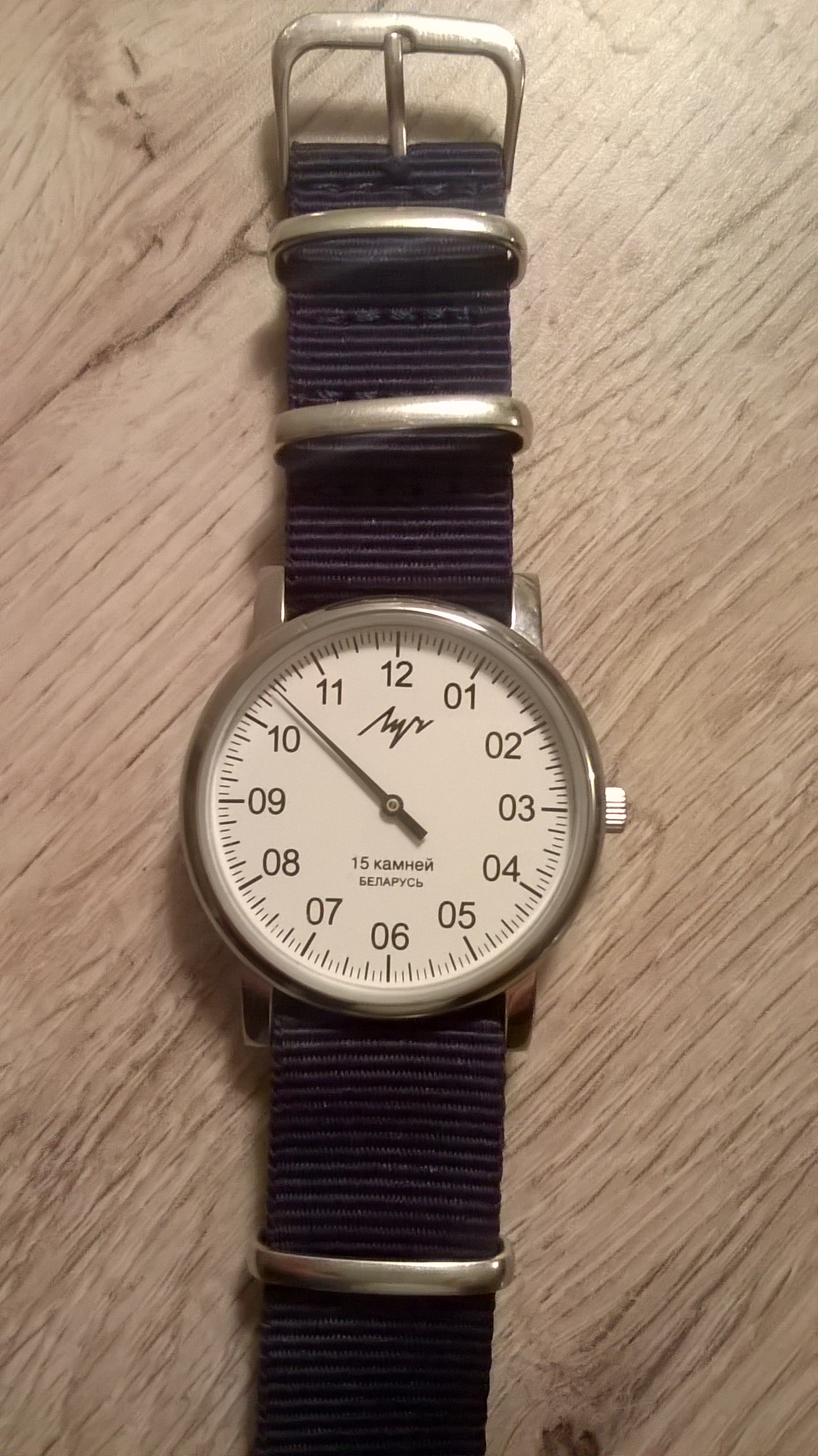
Férfi karóra (Lucs)
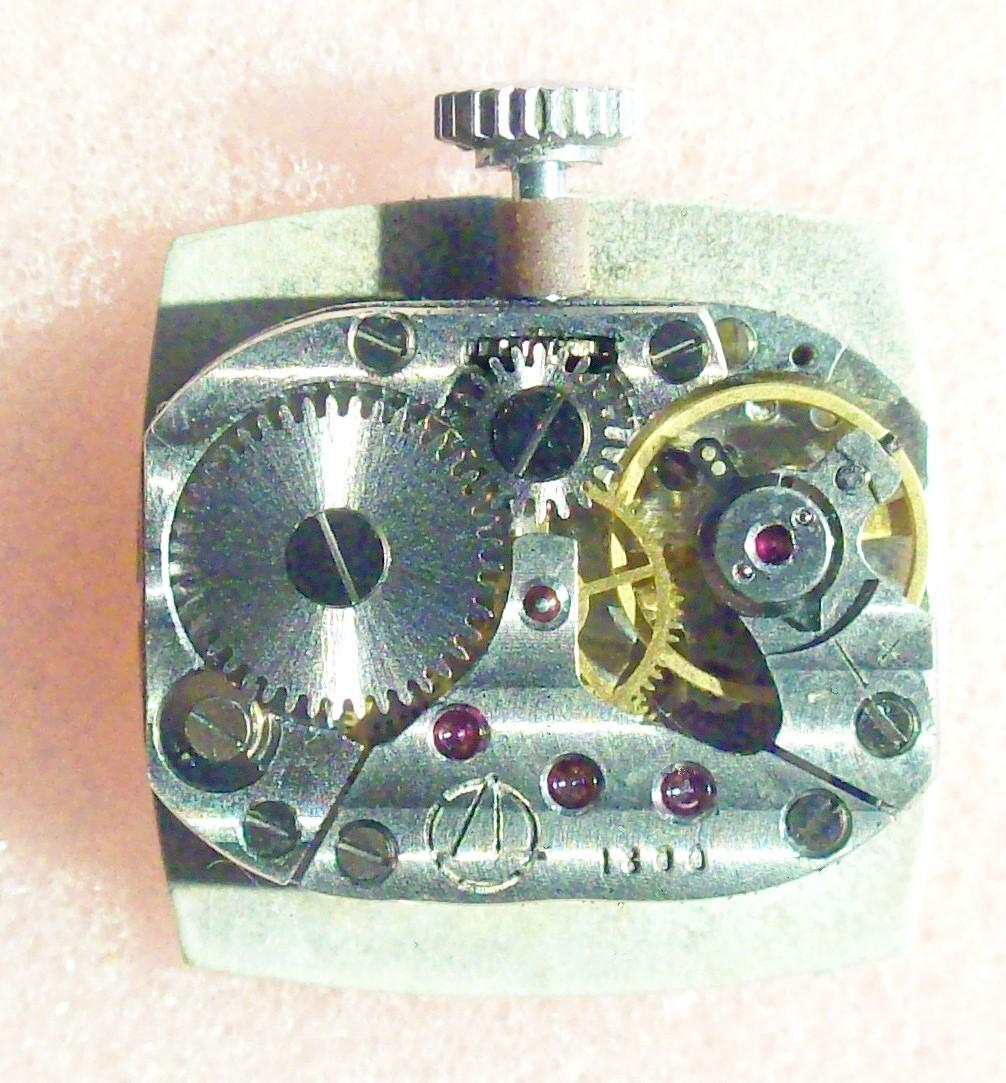
Lucs óramechanizmus
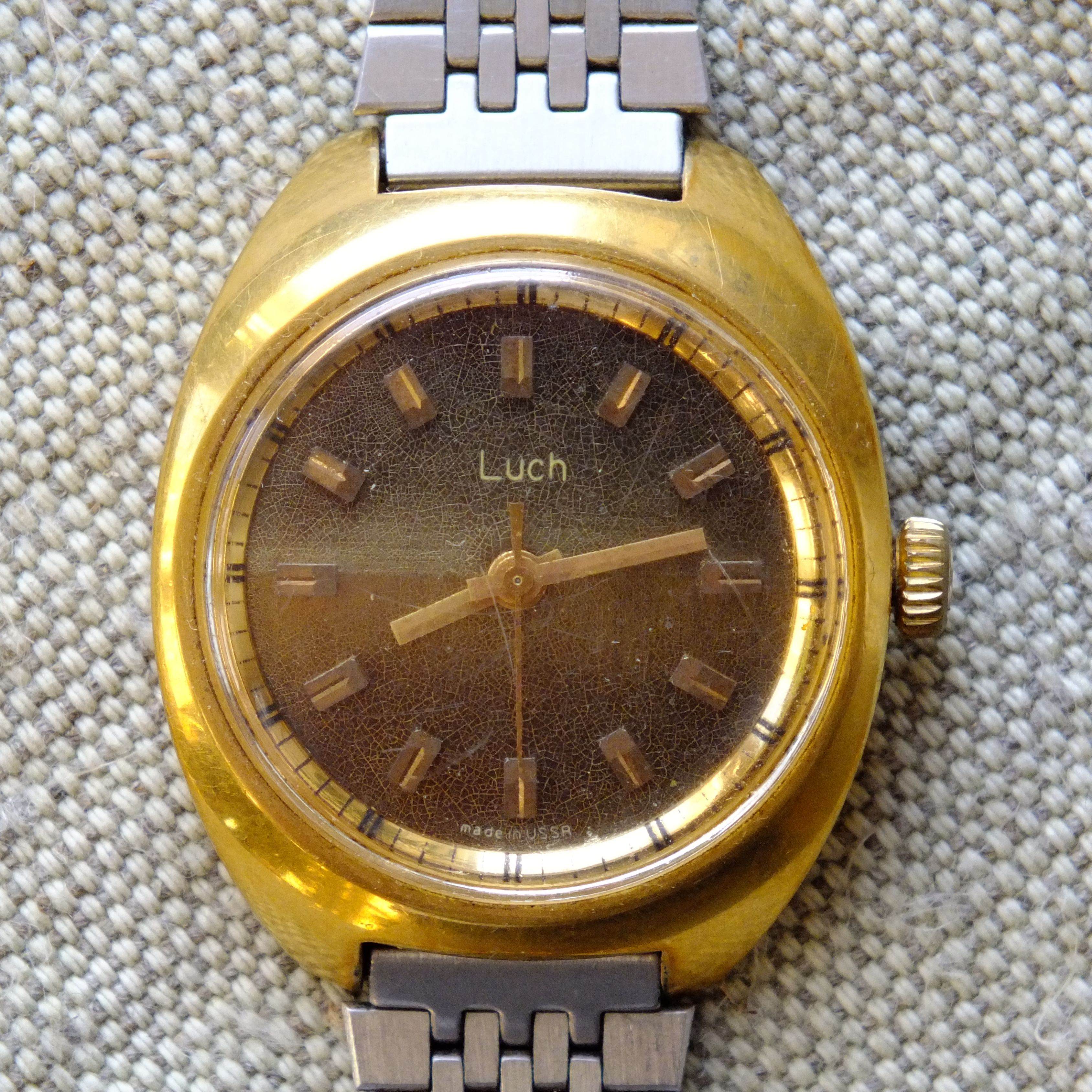
Női karóra (Lucs)

## Fordítás
- Ez a szócikk részben vagy egészben  a   Lutsch című német Wikipédia-szócikk ezen változatának fordításán alapul.  Az eredeti cikk szerkesztőit annak laptörténete sorolja fel. Ez a jelzés csupán a megfogalmazás eredetét és a szerzői jogokat jelzi, nem szolgál a cikkben szereplő információk forrásmegjelöléseként.